# Luigi Emanuele di Valois-Angoulême
Luigi Emanuele di Valois-Angoulême (Clermont-en-Auvergne, 1596 – Parigi, 13 novembre 1653) fu duca d'Angoulême, pari di Francia, duca di La Guiche, conte di Lauraguais, d'Alvernia, di Alais, di Ponthieu, di Clermont-en-Beauvaisis, barone di Coucy, di La Tour, di Florac, di Montigny-Lancourt e di Folembray, signore d'Écouen, di Sevran, di Villiers-le-Bel, d'Ezanville, del Mesnil-Aubry, di Tancarville, di Préaux, di Sézanne.

## Biografia
Egli era figlio di Carlo di Valois-Angoulême, a sua volta figlio illegittimo del re Carlo IX di Francia e della sua amante Marie Touchet, e di Carlotta di Montmorency. Fu colonnello generale della cavalleria e governatore di Provenza. Nel 1608 ricevette il titolo di abate commendatario di Chaise-Dieu.
Dal 1612 al 1629 ricevette, in commendam, la nomina a vescovo di Agde.

## Matrimonio e discendenti
L'8 febbraio 1629 sposò Marie Henriette de La Guiche, dama di Chaumont, figlia di Philibert de La Guiche (†1682), dalla quale ebbe:
- Luigi d'Angoulême (1630 - 1637), conte d'Alvernia
- Maria Francesca d'Angoulême (1631 - 1696), duchessa d'Angoulême, contessa di Lauraguais, d'Alais, di Ponthieu; sposò  nel 1649 a Tolone Luigi di Lorena, duca di Joyeuse
- Armando d'Angoulême (1635 - 1639), conte d'Alvernia.
- Francesco d'Angoulême ( 1639 - 1644), conte d'Alvernia.

Luigi Emanuele d'Angoulême ebbe inoltre un figlio naturale, Antonio Carlo Luigi d'Angoulême (1649 - 1701), cavaliere d'Angoulême, primo gentiluomo del principe di Conti, legittimato nell'agosto del  1677; con la figlia, peraltro illegittima, di quest'ultimo e della quale è ignorato il nome, si estinse del tutto questo ramo della casa di Valois.

## Ascendenza
|                                             |                             |                                              | Genitori                                       |  |  | Nonni |  |  | Bisnonni                |  |  | Trisnonni                 |  |
|                                             |                             |                                              |                                                |  |  |       |  |  | Henri II, re di Francia |  |  | François I, re di Francia |  |
|                                             |                             |                                              |                                                |  |  |       |  |  | Henri II, re di Francia |  |  | François I, re di Francia |  |
|                                             |                             | Claude de France                             |                                                |  |  |       |  |  | Henri II, re di Francia |  |  |                           |  |
| Charles IX, re di Francia                   |                             |                                              |                                                |  |  |       |  |  | Henri II, re di Francia |  |  |                           |  |
|                                             |                             | Caterina de' Medici                          | Lorenzo de' Medici, duca di Urbino             |  |  |       |  |  |                         |  |  |                           |  |
|                                             |                             | Caterina de' Medici                          | Lorenzo de' Medici, duca di Urbino             |  |  |       |  |  |                         |  |  |                           |  |
|                                             |                             | Caterina de' Medici                          | Madeleine de La Tour d'Auvergne                |  |  |       |  |  |                         |  |  |                           |  |
| Charles, VII duca d'Angoulême               |                             | Caterina de' Medici                          |                                                |  |  |       |  |  |                         |  |  |                           |  |
|                                             |                             | Jean Touchet, signore di Beauvais e Quillard | …                                              |  |  |       |  |  |                         |  |  |                           |  |
|                                             |                             | Jean Touchet, signore di Beauvais e Quillard | …                                              |  |  |       |  |  |                         |  |  |                           |  |
|                                             |                             | Jean Touchet, signore di Beauvais e Quillard | …                                              |  |  |       |  |  |                         |  |  |                           |  |
| Marie Touchet                               |                             | Jean Touchet, signore di Beauvais e Quillard |                                                |  |  |       |  |  |                         |  |  |                           |  |
|                                             |                             | Marie Mathy                                  | Orable Mathy                                   |  |  |       |  |  |                         |  |  |                           |  |
|                                             |                             | Marie Mathy                                  | Orable Mathy                                   |  |  |       |  |  |                         |  |  |                           |  |
|                                             |                             | Marie Mathy                                  | …                                              |  |  |       |  |  |                         |  |  |                           |  |
| Louis-Emmanuel, VIII duca d'Angoulême       |                             | Marie Mathy                                  |                                                |  |  |       |  |  |                         |  |  |                           |  |
|                                             | Anne, I duca di Montmorency | Guillaume, XVII barone di Montmorency        |                                                |  |  |       |  |  |                         |  |  |                           |  |
|                                             | Anne, I duca di Montmorency | Guillaume, XVII barone di Montmorency        |                                                |  |  |       |  |  |                         |  |  |                           |  |
|                                             | Anne, I duca di Montmorency | Anne Pot                                     |                                                |  |  |       |  |  |                         |  |  |                           |  |
| Henri I, III duca di Montmorency            | Anne, I duca di Montmorency |                                              |                                                |  |  |       |  |  |                         |  |  |                           |  |
|                                             |                             | Maddalena di Savoia-Villars                  | Renato di Savoia, I conte di Villars           |  |  |       |  |  |                         |  |  |                           |  |
|                                             |                             | Maddalena di Savoia-Villars                  | Renato di Savoia, I conte di Villars           |  |  |       |  |  |                         |  |  |                           |  |
|                                             |                             | Maddalena di Savoia-Villars                  | Anna Lascaris, contessa di Tenda               |  |  |       |  |  |                         |  |  |                           |  |
| Charlotte de Montmorency, contessa di Fleix |                             | Maddalena di Savoia-Villars                  |                                                |  |  |       |  |  |                         |  |  |                           |  |
|                                             |                             | Robert IV, IV conte di Bouillon              | Robert III, III conte di Bouillon              |  |  |       |  |  |                         |  |  |                           |  |
|                                             |                             | Robert IV, IV conte di Bouillon              | Robert III, III conte di Bouillon              |  |  |       |  |  |                         |  |  |                           |  |
|                                             |                             | Robert IV, IV conte di Bouillon              | Guillemette de Saarbrücken, contessa di Braine |  |  |       |  |  |                         |  |  |                           |  |
| Antoinette de La Marck                      |                             | Robert IV, IV conte di Bouillon              |                                                |  |  |       |  |  |                         |  |  |                           |  |
|                                             |                             | Françoise di Brézé, contessa di Maulévrier   | Louis de Brézé, conte di Maulevrier            |  |  |       |  |  |                         |  |  |                           |  |
|                                             |                             | Françoise di Brézé, contessa di Maulévrier   | Louis de Brézé, conte di Maulevrier            |  |  |       |  |  |                         |  |  |                           |  |
|                                             |                             | Françoise di Brézé, contessa di Maulévrier   | Diane de Poitiers                              |  |  |       |  |  |                         |  |  |                           |  |
|                                             |                             | Françoise di Brézé, contessa di Maulévrier   |                                                |  |  |       |  |  |                         |  |  |                           |  |